# 伊姆蘭·汗
伊姆蘭·艾哈邁德·汗·尼亞茲（1952年10月5日—），巴基斯坦政治人物、第22任巴基斯坦总理。年輕時他是前巴基斯坦板球國手，曾擔任巴基斯坦板球國家隊隊長。他亦是一名慈善家和板球評論員。伊姆蘭是巴基斯坦史上最成功的板球國家隊隊長：曾帶領國家隊贏得1992年的板球世界杯、在1971年至1992年上陣、並在1982至1992年之間擔任隊長一職。2010年7月14日，他正式被列入國際板球理事會的名人堂（ICC Cricket Hall of Fame）。1996年4月，已退役的伊姆蘭投身政治並成立巴基斯坦正義運動黨及擔任黨主席。

## 早年生活
伊姆蘭·汗出生於一個在拉合爾的普什圖人家族。他是家中獨子，父親Ikramullah Khan Niazi是一名工程師，有四名胞姊。伊姆蘭先後在拉合爾名校艾奇森學院及英國的Royal Grammar School Worcester接受早年教育，並在1975年從牛津大學基布爾學院的哲學、政治學及經濟學學系畢業。

## 政治生涯
1996年4月，伊姆蘭成立了巴基斯坦正義運動黨及擔任黨主席。他主張一個伊斯蘭福利國家、反對谢里夫及布托家族長期的政治壟斷、打擊官僚主義及貪污，並多次批評美國以無人機空襲巴基斯坦，斥美方殺害無辜的巴國人民；伊姆蘭亦因支持和塔利班和談而被稱為「塔利班汗」。对于近年与巴基斯坦行近的中华人民共和国，伊姆蘭曾不留情面批评，曾在中華人民共和國領導人習近平访问当地时称，中国不会为巴基斯坦带来繁荣，而是带来其他危机。不过在伊姆兰·汗就任总理后，巴基斯坦政府依旧奉行对华友好政策，他不仅多次为中国发声，还亲自代表巴基斯坦出席2022年北京冬奥会开幕式。

### 2018年大選
2018年7月25日，巴基斯坦举行大选。伊姆蘭是競選人之一，主要對手有巴基斯坦穆斯林联盟（谢里夫派）的夏巴茲·謝里夫（前總理納瓦茲·謝里夫的弟弟）和巴基斯坦人民黨的比拉瓦尔·布托·扎尔达里。
在正式結果被公開以前，伊姆蘭及其政黨聲稱獲勝。他在電視講話中承諾當選後要掃除腐敗、建立一個「新巴基斯坦」（Naya Pakistan）和把巴国变成一个伊斯蘭福利國家。他亦表示願意改善和印度的關係。若伊姆蘭·汗正式勝任總理，他將終結數十年來謝里夫和布托家族在政壇上的主宰而巴國歷史上將會有首個非谢里夫派及人民黨的執政黨。
外界普遍認為伊姆蘭背後有巴國軍方的支持。其他參選政黨均指選舉舞弊，比拉瓦尔·布托·扎尔达里等參選人皆拒絕承認選舉結果。

## 擔任总理

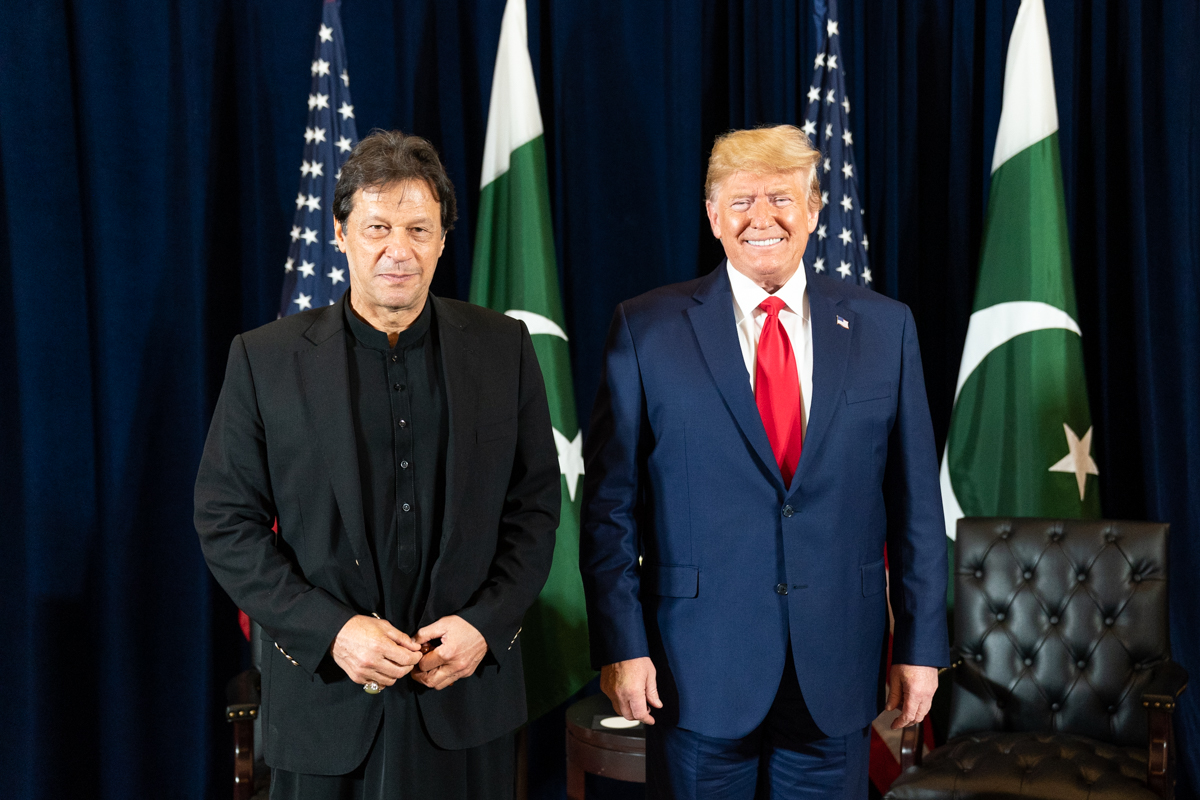
2019年9月23日伊姆蘭‧汗在纽约与美国总统唐纳德·特朗普会面

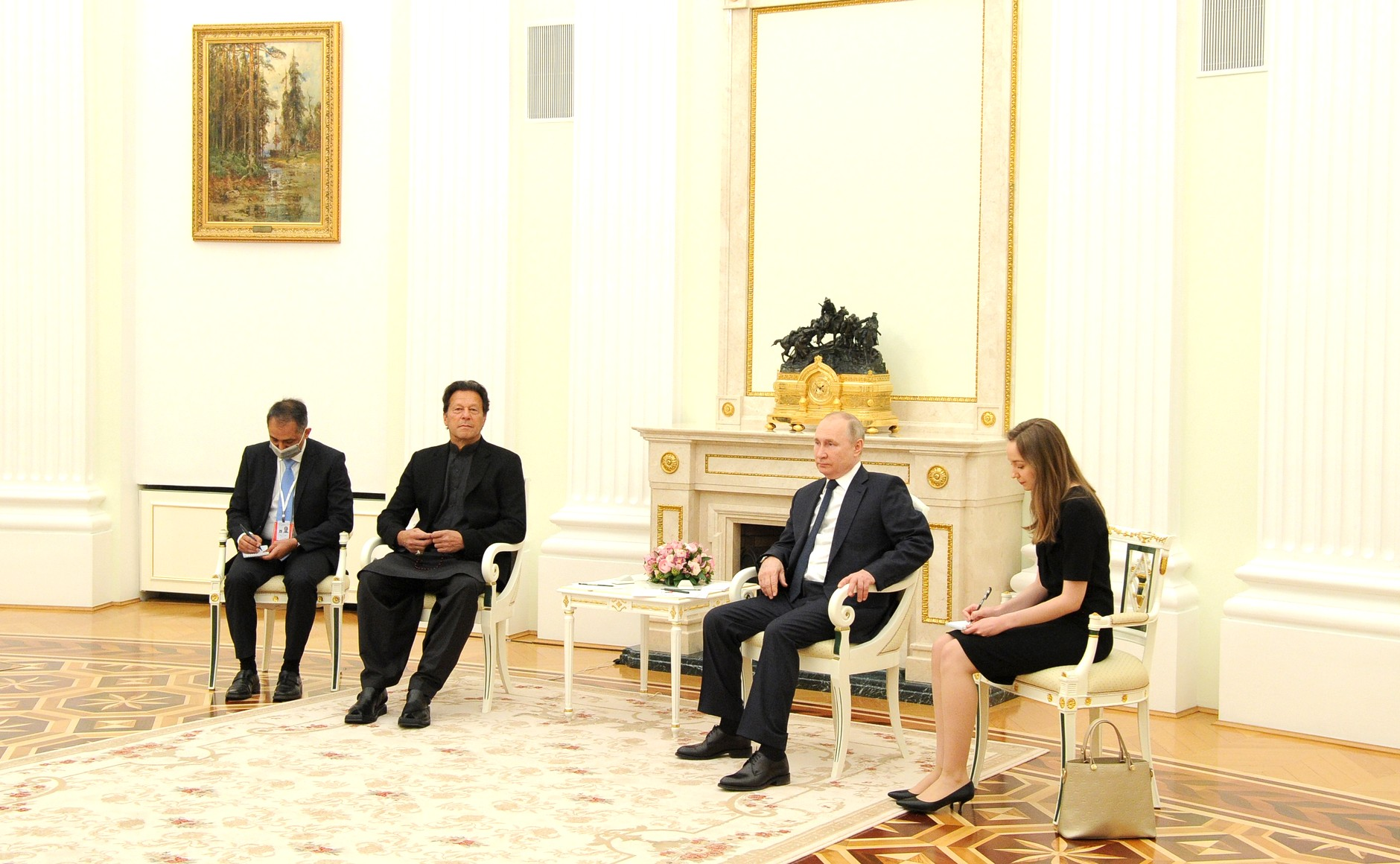
2022年2月23日俄罗斯入侵乌克兰前夕，普京总统在克里姆林宫会见伊姆兰·汗

2018年8月17日，國民議會（National Assembly）投票選出伊姆蘭·汗擔任總理。他以176票击败得到96票的反对党领袖夏巴茲·謝里夫。8月18日，伊姆蘭‧汗在首都總統官邸舉行的儀式上宣誓就職，正式成為巴國第二十二任總理。
2022年3月30日，伊姆蘭·汗面臨執政伙伴倒戈，支持反對派提出的不信任投票。他其後發表電視演說，表示在國會表決針對他的不信任動議前拒絕辭職。不過巴基斯坦議會副主席拒絕就不信任動議進行表決，並指出不信任動議受到外國煽動。
2022年4月2日晚的一场官方晚宴上，伊姆兰·汗再次公开指责美国干涉巴基斯坦内政。此外，在2日于总理办公室会见外国媒体记者时，伊姆兰·汗也强调，针对他的不信任动议是美国对巴基斯坦内政的公然干涉，意在颠覆巴基斯坦政权。
2022年4月3日，伊姆蘭·汗宣布決定解散議會並請示巴基斯坦總統，於90日內提前舉行大選，其後巴基斯坦政府发布通报表示，巴基斯坦总理伊姆兰·汗在该国议会解散后被解除总理职务，立即生效。不过，巴基斯坦总统阿里夫·艾維也发推文表示，伊姆兰·汗将继续留任这一职务，直到任命临时总理为止。
2022年4月7日，巴基斯坦最高法院裁定总理伊姆兰·汗解散议会的行为违反了宪法。该裁决还允许4月9日議會繼續举行針對伊姆蘭·汗的不信任投票。4月10日凌晨，巴基斯坦國會通過對政府的不信任動議，伊姆蘭·汗被罷免，是首位被國會罷免的巴基斯坦總理。當天晚间，巴基斯坦多个城市举行集会，上万人上街抗议伊姆兰·汗被罢免。
一年后，美国“截击”网站发表文章，揭露美国政府因不满巴基斯坦前总理、正义运动党主席伊姆兰·汗领导的政府就俄乌冲突所采取的外交中立政策，直接插手巴基斯坦政权更迭。美国国务院官员唐纳德·卢告诉当时的巴基斯坦驻美大使“只有伊姆兰·汗下台，巴基斯坦才会得到美国的原谅”，导致军方和当时的反对派共谋弹劾伊姆兰·汗。

## 罷免後
2022年8月25日，伊姆兰-汗获得保释。
2022年10月21日，巴基斯坦选举委员会以伊姆蘭·汗没有事实申报他在担任总理期间从外国政客收到的一些礼物的理由，禁止他在五年内寻求政府中的民选职位。
2022年11月3日，伊姆兰·汗在沃济拉巴德的造势活动上发表演讲时遭两名枪手枪击，小腿中彈受伤。两名枪手中的一人被当场逮捕，一人被警方击毙。事件共造成伊姆兰在内9人受伤、枪手在内2人死亡，死者还包括巴基斯坦正义运动党的成员。总理夏巴兹·谢里夫对事件表示谴责。
2023年5月9日，伊姆兰·汗被捕。之後巴基斯坦各地出现抗议活动。5月11日，巴基斯坦最高法院裁定有關部門对伊姆兰·汗的逮捕行為是非法的。5月12日，伊姆兰·汗获准保释两周。
巴基斯坦警方於拉合爾再度逮捕他，他被指在2018年至2022年期間濫用總理職務買賣國家禮物，有關禮物價值超過1.4億巴基斯坦盧比。2023年8月5日，法官於判決中指「他因故意隱瞞從國家財政中獲得的利益而判犯有腐敗行為」，判處三年監禁。伊姆蘭·汗的法律團隊則認為沒有給證人出庭的機會等理由，其於8月8日提出上訴。
8月9日，巴基斯坦選舉委員會表示，伊姆蘭·汗被取消五年資格，以符合其定罪，意味被禁止從政五年。根據巴基斯坦法律，被定罪者在選委會規定的期限內不得競選任何公職，從定罪之日起最長可達五年。8月28日，巴基斯坦法院驳回了针对伊姆兰·汗的煽动叛乱罪指控。
2024年1月30日，伊姆蘭·汗因涉嫌洩露國家機密被判10年有期徒刑。同月31日，伊姆蘭·汗及其妻子因涉嫌貪污各被判處14年監禁。
2024年8月，時任牛津大學校監彭定康即將卸任，現正服刑的伊姆蘭·汗表示有意角逐校監選舉，並已提交申請。10月16日，牛津大學校方拒絕了伊姆蘭·汗的參選資格。
2025年1月17日，法院裁定，伊姆蘭汗及其妻子二人貪污罪名成立，伊姆蘭汗被判囚14年。

## 個人生活
1995年5月16日，伊姆蘭在巴黎和英國名媛珍美瑪·歌斯密結婚。兩人育有兩名兒子：蘇萊曼（Sulaiman）及卡西姆（Kasim）。因為珍美瑪有一半猶太人血統，伊姆蘭婚後從政的決定引起政敵及情報局的懷疑並被伊斯蘭政黨利用指控他和猶太復國主義者有關係。伊姆蘭和珍美瑪在2004年6月22日宣布離婚，主要原因是因珍美瑪在適應在巴基斯坦的生活上有困難及伊姆蘭的政敵針對珍美瑪所造成的壓力。
2015年1月8日，在多日傳聞之下，伊姆蘭在其伊斯蘭堡的家中公布和英國籍巴基斯坦裔記者萊罕姆·汗結婚的消息。萊罕姆後來指出兩人早於2014年10月結婚，但當時未有即時公佈婚訊。萊罕姆之前曾經有過一段婚姻並和前夫育有三名孩子。
2015年10月30日，伊姆蘭和萊罕姆宣布因性格不合而結束他們只有十個月的婚姻。兩人離婚後關係惡劣。萊罕姆開始批評伊姆蘭及其政黨並在2018年7月出版的爭議性自傳中披露她和伊姆蘭的婚姻生活及他的政治活動。伊姆蘭·汗亦在訪問中指他和萊罕姆的婚姻是他「人生中最大的錯誤」。
自2016年開始，媒體開始報導伊姆蘭和他靈性導師布希拉·瑪內卡（Bushra Maneka）結婚的傳聞。伊姆蘭及瑪內卡的家人均否認報導，但伊姆蘭政黨的祕書署在2018年1月7日承認伊姆蘭已經向瑪內卡求婚。同年2月18日，正義運動黨公佈伊姆蘭及瑪內卡已結婚的消息。

## 外部連結
- 伊姆蘭·汗的X（前Twitter）
- 伊姆蘭·汗的Instagram帳戶
- Imran's social project Shaukat Khanum Cancer Hospital（页面存档备份，存于）
- Imran's Political Party - Tehreek-e-Insaf
- Imran Khan Foundation（页面存档备份，存于）
- Imran Khan - Chancellor, Univ. of Bradford
- Imran Khan at Famous Muslims（页面存档备份，存于）
- Imran Khan at Islamic Magazine
- Tehreek e-Insaf website